# Пітер Ндлову
Пітер Ндлову (англ. Peter Ndlovu, нар. 25 лютого 1973, Булавайо) — зімбабвійський футболіст, що грав на позиції нападника, зокрема за «Ковентрі Сіті» та низку інших англійських клубів.
Рекордсмен національної збірної Зімбабве за кількістю матчів (100) та забитих голів (38).
Мав старшого брата — Адама, також професійного футболіста.

## Клубна кар'єра
Народився 25 лютого 1973 року в місті Булавайо. Вихованець футбольної школи клубу «Гайлендерс». Дорослу футбольну кар'єру розпочав 1988 року в основній команді того ж клубу, в якій провів два сезони. 
Був помічений скаутами англійського «Ковентрі Сіті», з яким уклав контракт 1991 року, відразу ставши гравцем основного складу команди. 19 серпня 1992 року увійшов в історію як перший африканський футболіст, що вийшов на поле в іграх новоствореної англійської Прем'єр-ліги. Загалом відіграв за команду з Ковентрі шість сезонів, протягом яких команда незмінно фінішувала у другій половині турнірної таблиці найвищого дивізіону англійського чемпіонату. Найвдалішими для зімбабвійського форварда були сезони 1993/94 і 1994/95, в яких він в іграх Прем'єр-ліги забивав по 11 м'ячів.
1997 року за 1,6 мільйона фунтів перейшов до друголігового «Бірмінгем Сіті», у складі якого провів наступні чотири роки своєї кар'єри гравця. Частину сезону 2000/01 провів в оренді у клубі «Гаддерсфілд Таун», а згодом по ходу того ж сезону став гравцем «Шеффілд Юнайтед», свого третього клубу з другого за силою англійського дивізіону, в якому він провів згодом три повних сезони.
У 2004 році залишив Англію, повернувшись до Африки, де став гравцем команди «Мамелоді Сандаунз» з ПАР.
Завершив професійну ігрову кар'єру в іншому південноафриканському клубі «Танда Роял Зулу», за який грав протягом 2008–2009 років.

## Виступи за збірну
1991 року дебютував в офіційних матчах у складі національної збірної Зімбабве. Загалом протягом кар'єри у національній команді, що тривала 16 років, взяв участь у 100 матчах, в яких забив 38 голів. Обидва показники залишаються рекордними в історії національної команди Зімбабве.
У складі збірної був учасником Кубка африканських націй 2004 року у Тунісі та Кубка африканських націй 2006 року в Єгипті. На обох турнірах зімбабвійська збірна не подолала груповий етап. А сам Ндлову 2004 року із трьома голами став найкращим бомбардиром своєї команди на Кубку африканських націй, а за два роки, хоча й залишався гравцем основного складу, голами не відзначався.